# Microhyla beilunensis
Microhyla beilunensis é uma espécie de anfíbio anuro da família Microhylidae.

## Características
Tamanho corporal relativamente pequeno; as fêmeas medindo em torno de 28mm e os machos 22mm. Apresenta coloração dorsal acastanhado, com manchas marrom-escuras com margem marrom-clara, com um focinho curto e arredondado, sem dentes vomerinos.

## Distribuição
M. beilunensis é conhecida apenas da localidade tipo no distrito de Beilun, na cidade de Ningbo, província de Zhejiang, China. Foi registrado dentro de sua localidade-tipo em uma altitude de 120 m. Esta espécie prefere água parada e é conhecida por habitar poços de água e lagoas com aproximadamente 3 m de diâmetro, bem como matagais de grama adjacentes, buracos subterrâneos e poços de lama em regiões montanhosas. Também é conhecido por habitar e se reproduzir em arrozais montanhosos.

## Conservação
Está listada como Criticamente em Perigo, pois esta espécie tem uma extensão de ocorrência inferior a 100 km², ocorre em um único local e há declínio contínuo na extensão e qualidade de seu habitat. Dentro de sua pequena área conhecida, esta espécie está ameaçada pela poluição agro-química em seu habitat e pela expansão da urbanização.